# Palác Langhans
Palác Langhans je budova v ulici Vodičkova 707/37, Nové Město, Praha 1.

## Historie

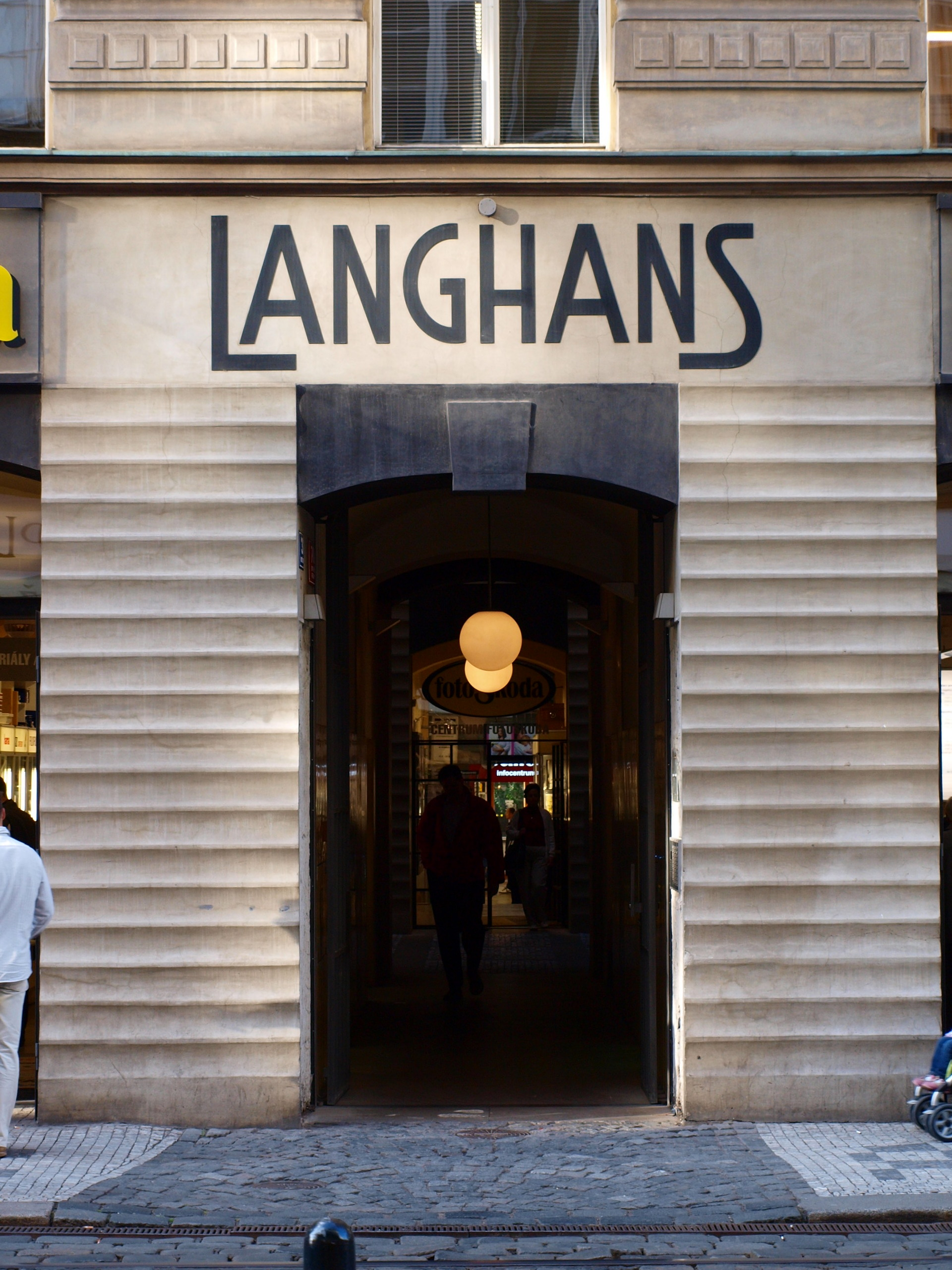
Průčelí paláce

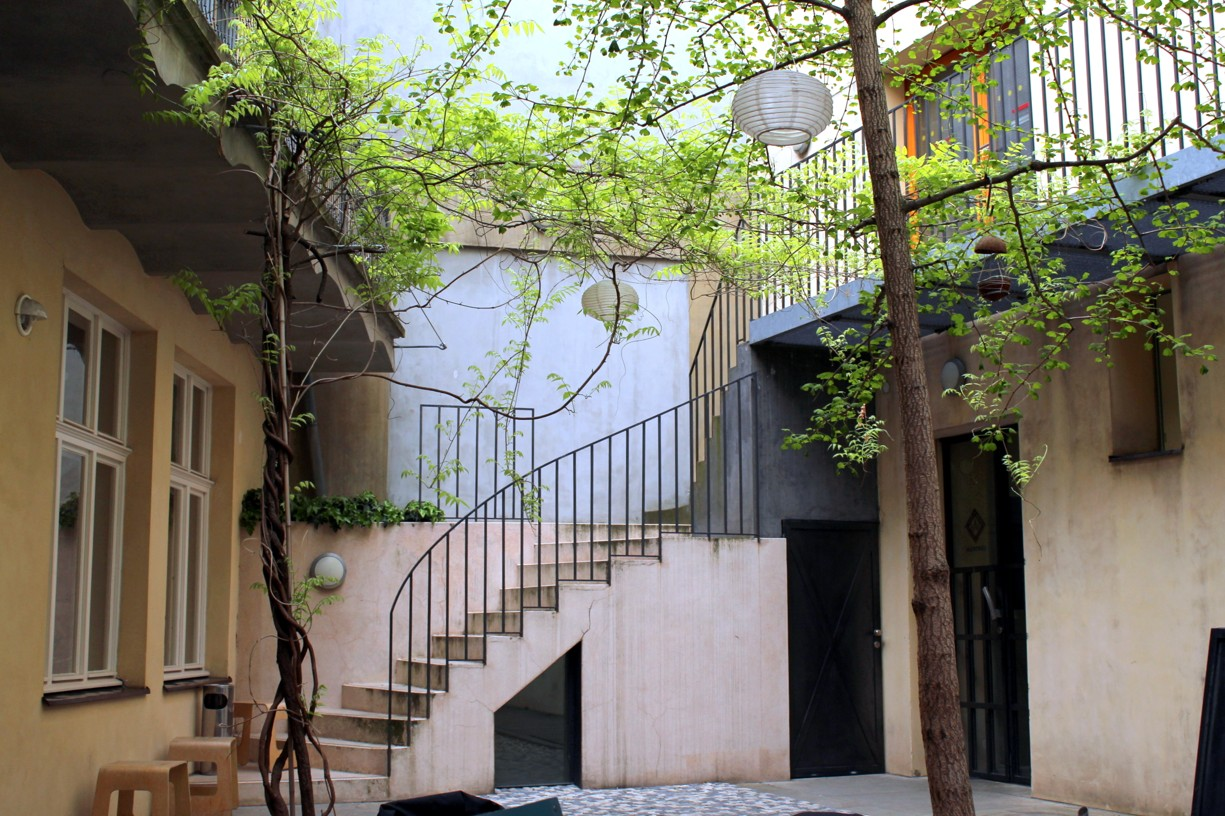
Vnitřní dvůr paláce Langhans. Zde se nachází Kavárna a Centrum Člověka v tísni

### Počátky firmy Langhans
Reprezentativní dům s ateliérem ve Vodičkově ulici koupil v roce 1882 Jan Nepomuk Langhans, zakladatel stejnojmenné fotografické firmy. Langhans povolení k fotografické živnosti v Praze získal roku 1880 a přes tehdejší velkou konkurenci brzy patřil k nejlepším pražským firmám.
V roce 1919 firmu převzal Langansův zeť Viktor Meisner a pokračoval v tradici portrétů významných osobností tehdejší doby.

### Po nástupu komunistů
Po nástupu komunistů k moci připadl ateliér v roce 1949 družstvu Fotografia Praha a Langhansův archiv byl vyvezen na skládku v Kyjích a bezmála téměř zcela zničen. Zachovalo se asi pouze dvacet nerozbitých kusů.

### Po roce 1989
V roce 1991 byl dům v restituci navrácen původním majitelům, kteří se chystali palác renovovat. Na podzim roku 1998 při přípravách byly na dvoře nalezeno několik stovek krabic se skleněnými negativy z archivu Langhansovy Galerie osobností. Podařilo se zachránit asi 8 000 negativů, mezi nimiž byly portréty významných osobností, herců, zpěváků, spisovatelů, politiků, průmyslníků, šlechticů a dalších. Z nalezených snímků byla později uspořádána výstava v pražském Rudolfinu.

## Přestavba

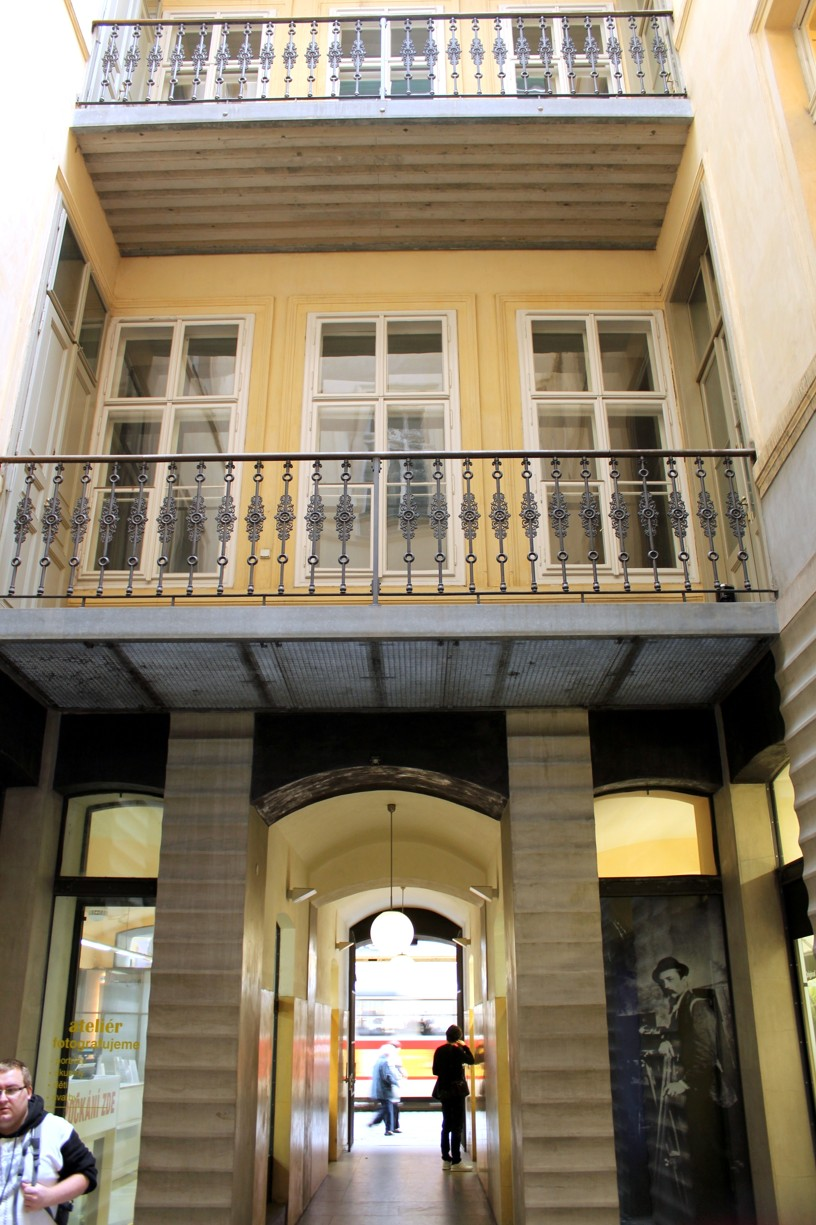
Vnitřní strana paláce a průchod do Vodičkovy ulice

Autorem novodobé rekonstrukce domu je Ladislav Lábus, a objekt byl vyhlášen Stavbou roku 2003. Samotná galerie s výstavními prostorami moderní galerie jsou v objektu u zdi Františkánské zahrady.
V přízemí paláce sídlí prodejna FotoŠkoda a v nevelkém dvoře je kavárna a moderní kašna.